# آرثر كيغان
آرثر كيغان (بالإنجليزية: Arthur Keegan)‏ هو لاعب دوري الرغبي بريطاني، ولد في 6 نوفمبر 1938 في Dewsbury ‏ في المملكة المتحدة، وتوفي في 3 نوفمبر 2008.